# Тангенс кута діелектричних втрат

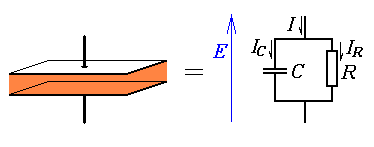
Еквівалентна схема конденсатора

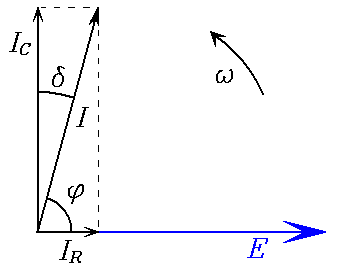
Ілюстрація кута втрат

Та́нгенс кута́ діелектри́чних втра́т — характеристика ізоляційних властивостей діелектриків та конденсаторів, яка визначається як відношення активної потужності до реактивної. Оскільки для паралельного з'єднання напруги на елементах рівні, то потужності дорівнюють відношенню квадрата напруги на відповідний опір. Тому тангенс діелектричних втрат реального конденсатора в наближенні паралельно з'єднаних С та R дорівнює також відношенню ємнісного опору до активного опору.
Реальний діелектрик не є ідеальним ізолятором і проводить бодай невеликий постійний електричний струм. Еквівалентну схему конденсатора, заповненого діелектриком, приведено на рисунку праворуч. В ній до ємності паралельно під'єднаний опір. Ідеальний конденсатор не проводить постійний струм, а при проходженні через нього змінного струму, сила струму упереджує напругу на чверть періоду за фазою. Для реального конденсатора це упередження дещо менше. Різниця між ідеальним значенням упередження 90° та реальним його значенням називається кутом діелектричних втрат.
За характеристику діелектрика приймають тангенс цього кута, як величину, яку легше обчислити. Оскільки опір конденсатора паралельний його ємності, то для паралельних сполучень зручніше використати адміттанс {\displaystyle Y=G+Bi} тоді тангенс кута діелектричних втрат дорівнює відношенню активної провідності до ємнісної провідності, або, що теж саме відношенню ємнісного опору до активного опору. Отже тангенс кута діелектричних втрат реального конденсатора можна виміряти за допомогою резонансу струмів, якщо задана напруга генератора та індуктивність зразкової котушки і проведено експериментальне вимірювання резонансної частоти та мінімального струму генератора, який досягається при резонансі паралельно з'єднаних елементів {\displaystyle R,L,C}. Тоді {\displaystyle R=U/I_{min}}, {\displaystyle {\text{tg}}\delta =1/(\omega CR)}, де {\displaystyle \omega } — резонансна кутова частота, яка більша від лінійної частоти генератора f у {\displaystyle 2\pi } разів.
Для конденсатора з ємністю C та активним опором R , оскільки вони паралельні, зручніше розглянути адміттанс, бо для паралельного з'єднання додаються провідності (обернені ємнісний та активний опори). Тому адміттанс Y дорівнює
{\displaystyle Y=1/R+i\omega C},
де {\displaystyle \omega } — циклічна частота. Тому
{\displaystyle {\text{tg}}\ \delta ={\frac {|G|}{|B|}}={\frac {1}{R\omega C}}}.
Якісні ізолятори повинні мати якомога менший тангенс кута діелектричних втрат.